# Castello di Breteuil

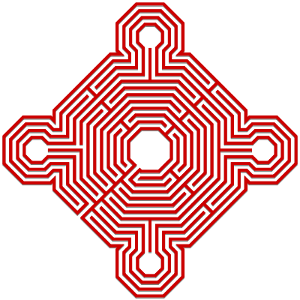

Il castello di Breteuil è un castello situato a Choisel (nelle Yvelines), nella valle di Chevreuse, 35 km a sud di Parigi.
Il castello è classificato monumento storico dal 23 luglio 1973, e il suo parco e i suoi giardini alla francese e all'inglese sono considerati « giardini notevoli ». Aperto al pubblico, presenta delle scene legate alla vita e alla storia del castello, realizzate con statue di cera prodotte dal museo Grévin e da Janie e Armand Langlois. Fino al 2015 custodiva la tavola di Teschen - capolavoro d'oreficeria settecentesca tedesca - realizzata dall'orefice Johann Christian Neuber e che ora è al Louvre.

## Descrizione
Il castello di Breteuil presenta un'architettura del XVII secolo; è di forma quadrangolare, interamente circondato da mura o da costruzioni e da fossati allineati. Davanti, due padiglioni ad angolo e un passaggio centrale; in fondo, su tutta la sua lunghezza, una grande costruzione il cui corpo centrale è stato conservato. Le costruzioni sono in mattoni e riempiti d'intonaco.
Esso è inoltre circondato di giardini alla francese e di un giardino all'inglese, dove si trova un'aranciera e una colombaia. Il parco si estende per 75 ettari

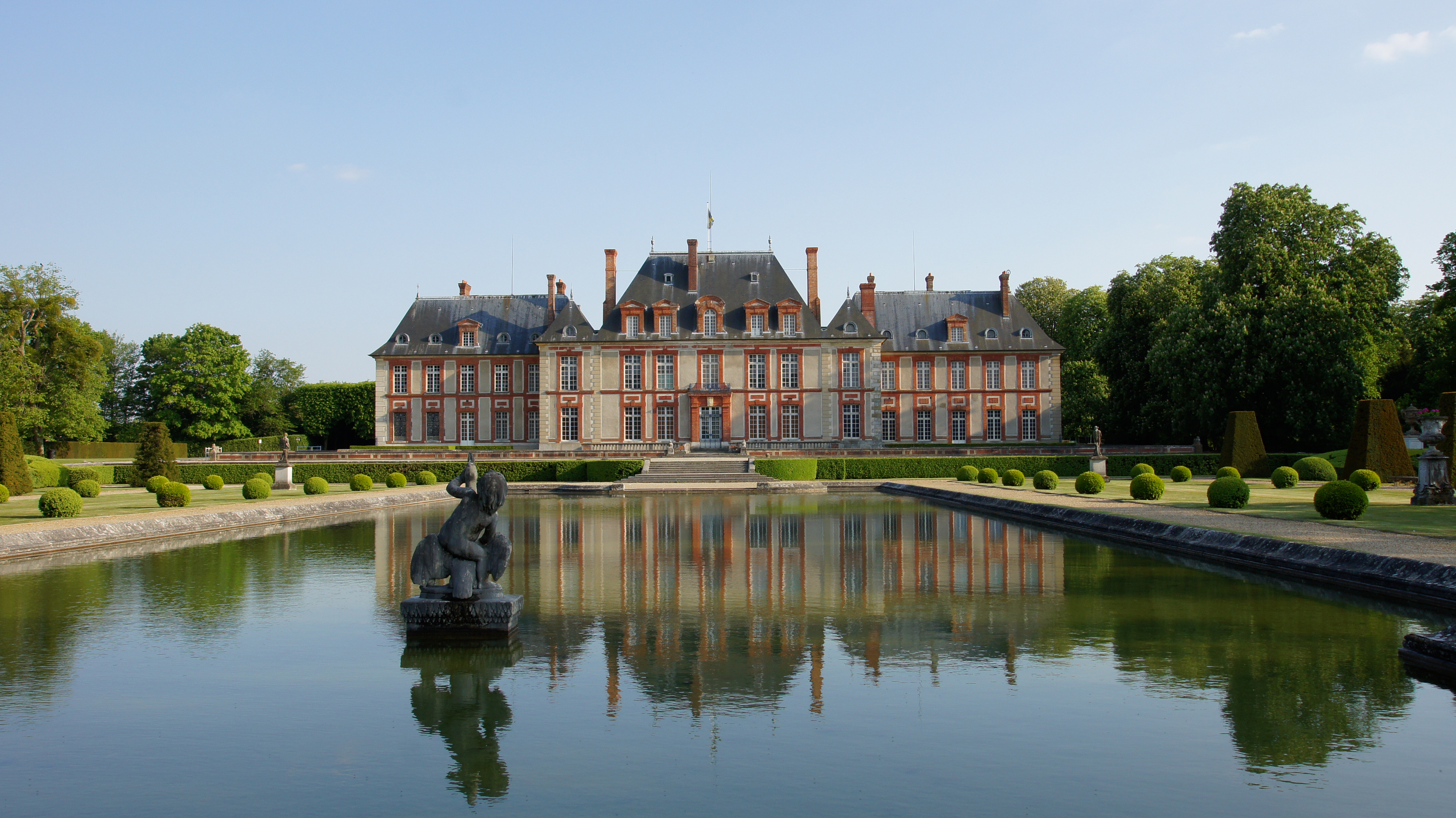
Il castello Breteuil facciata nord
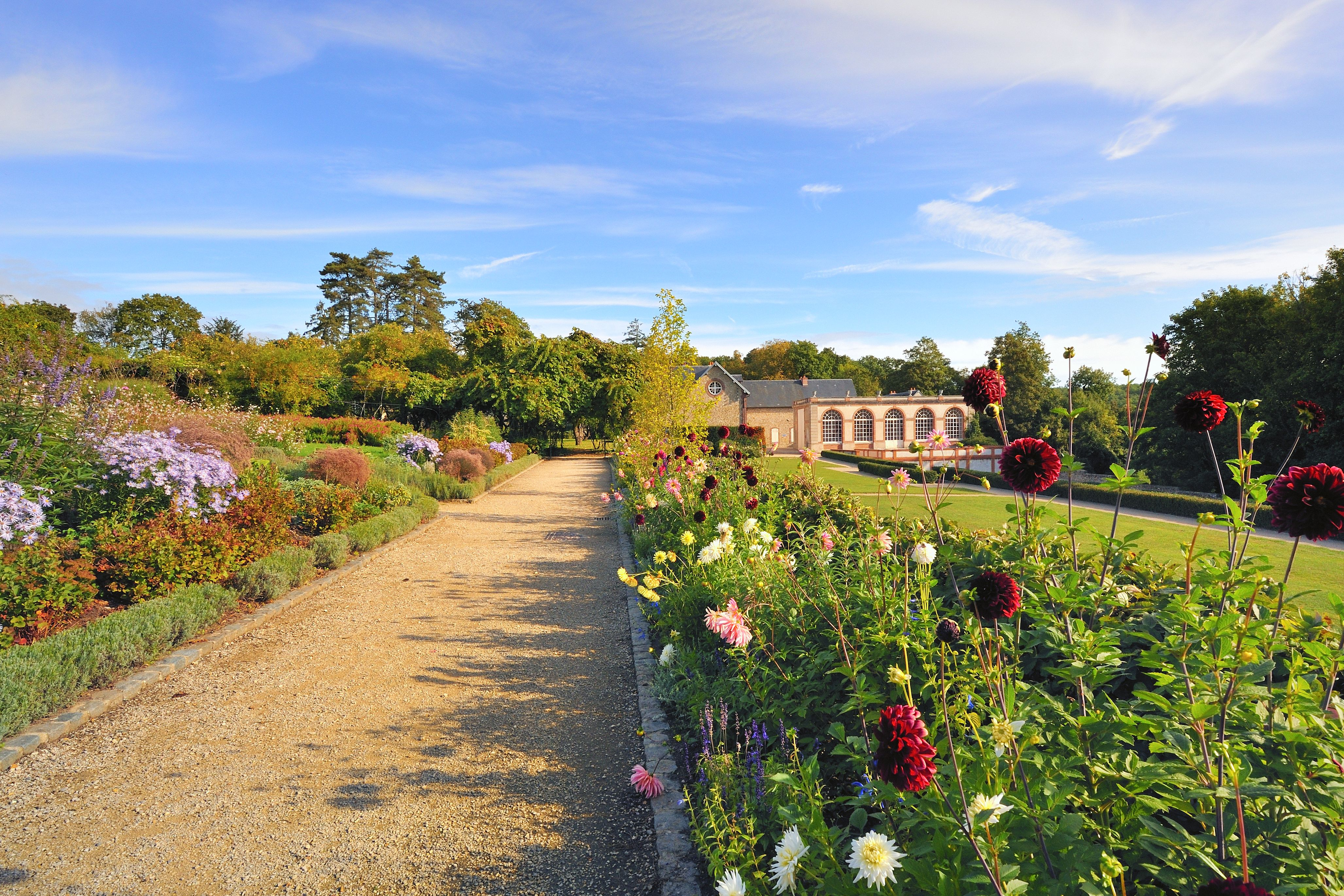
L'aranciera del castello
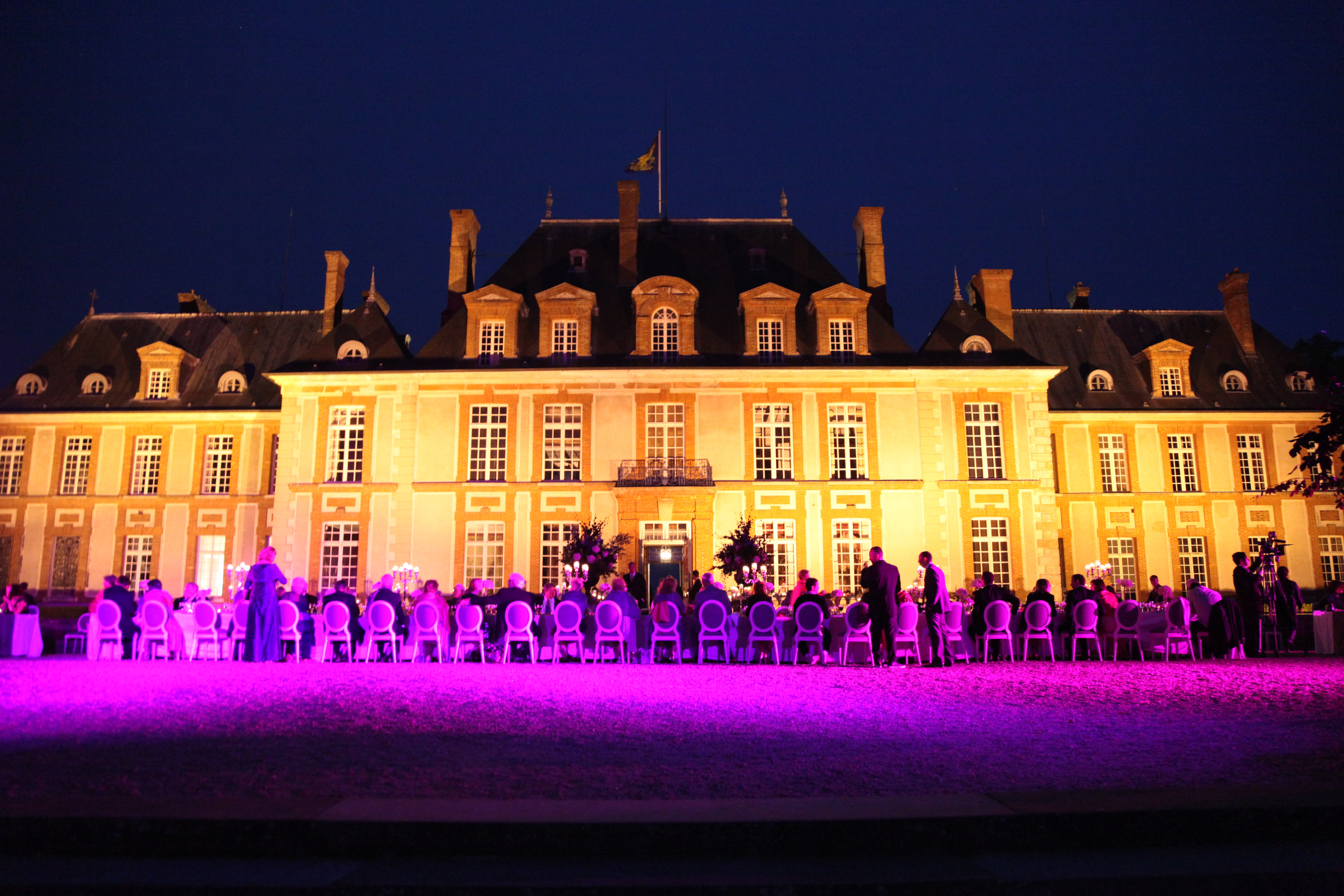
Il castello di notte
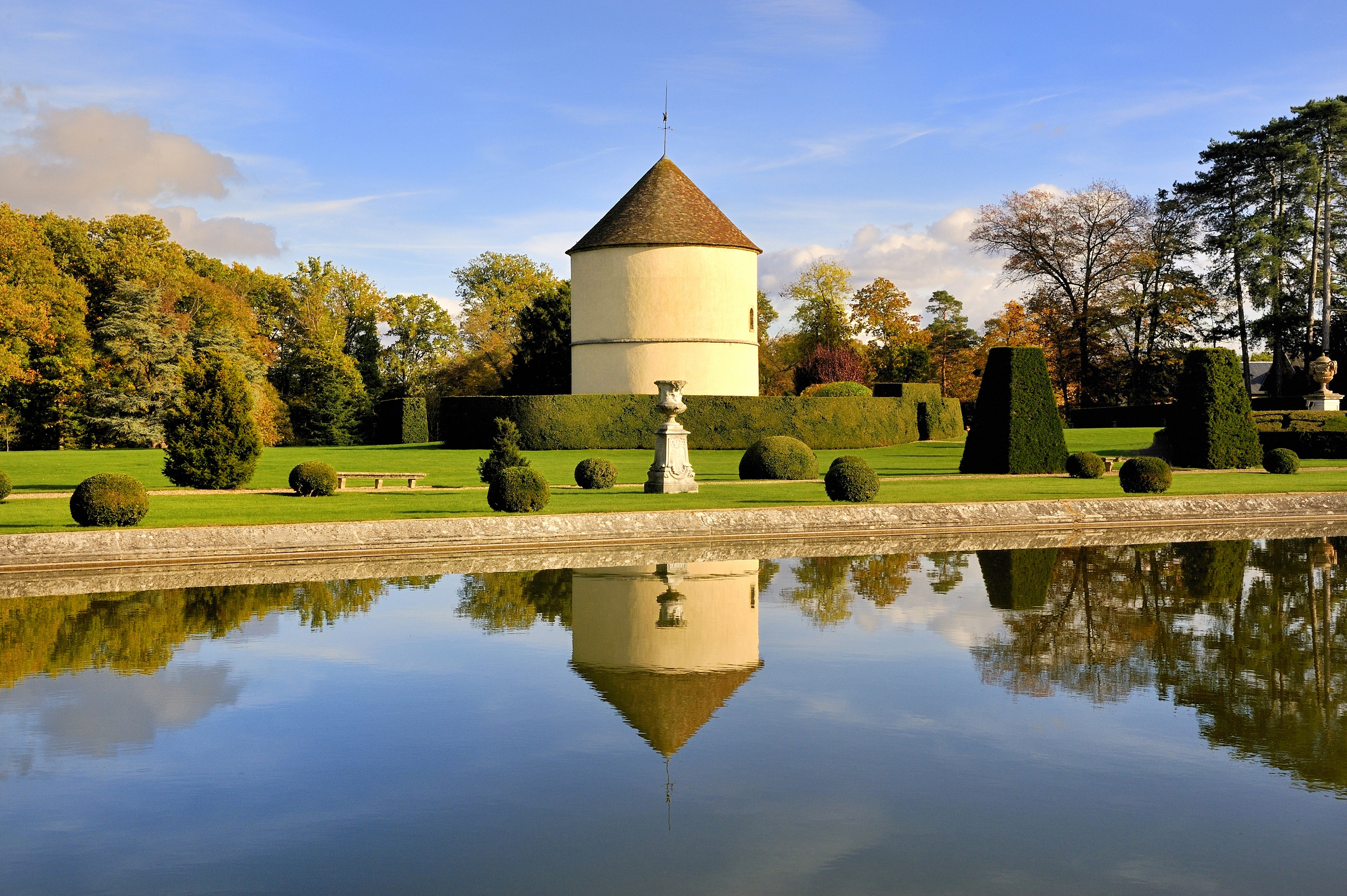
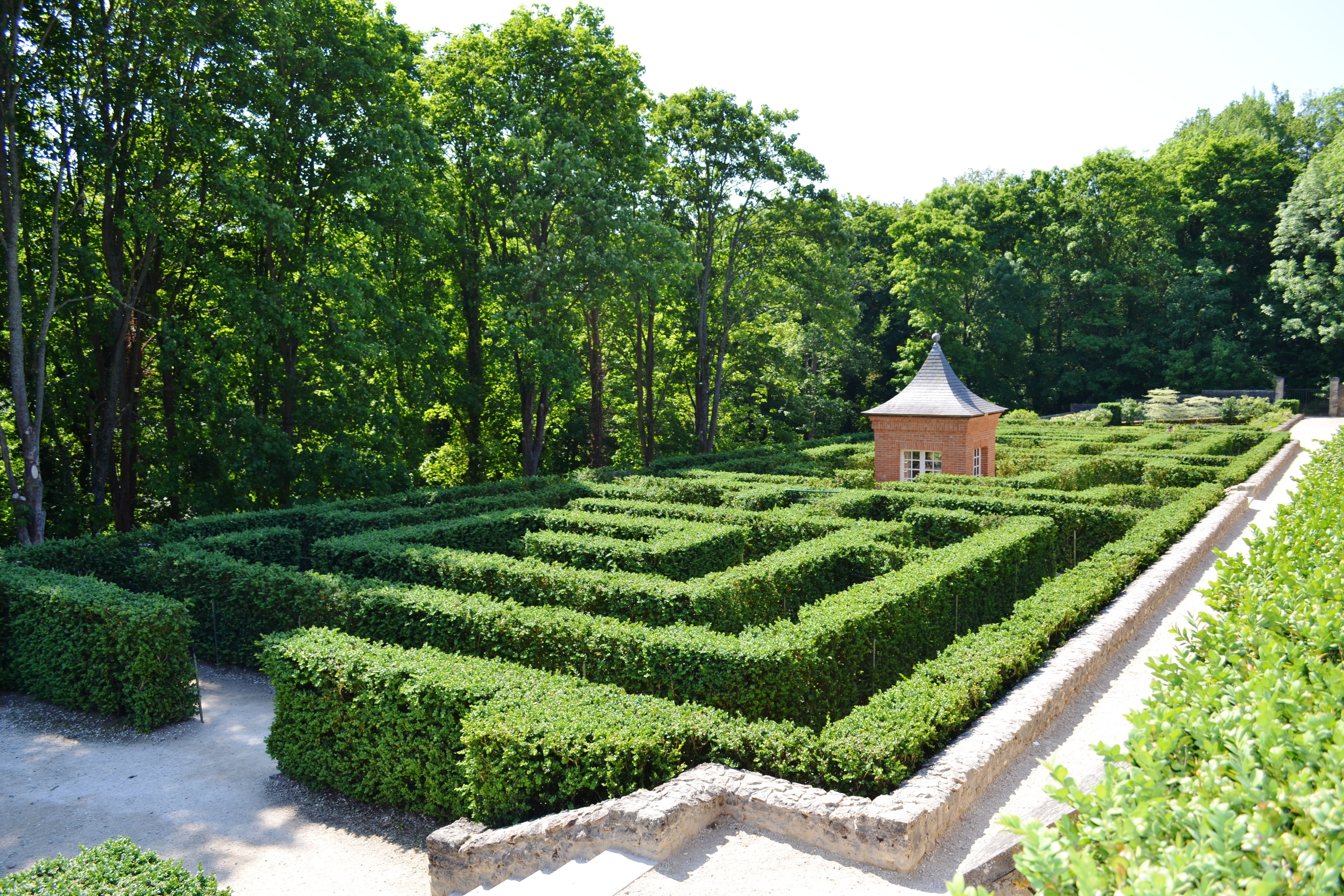
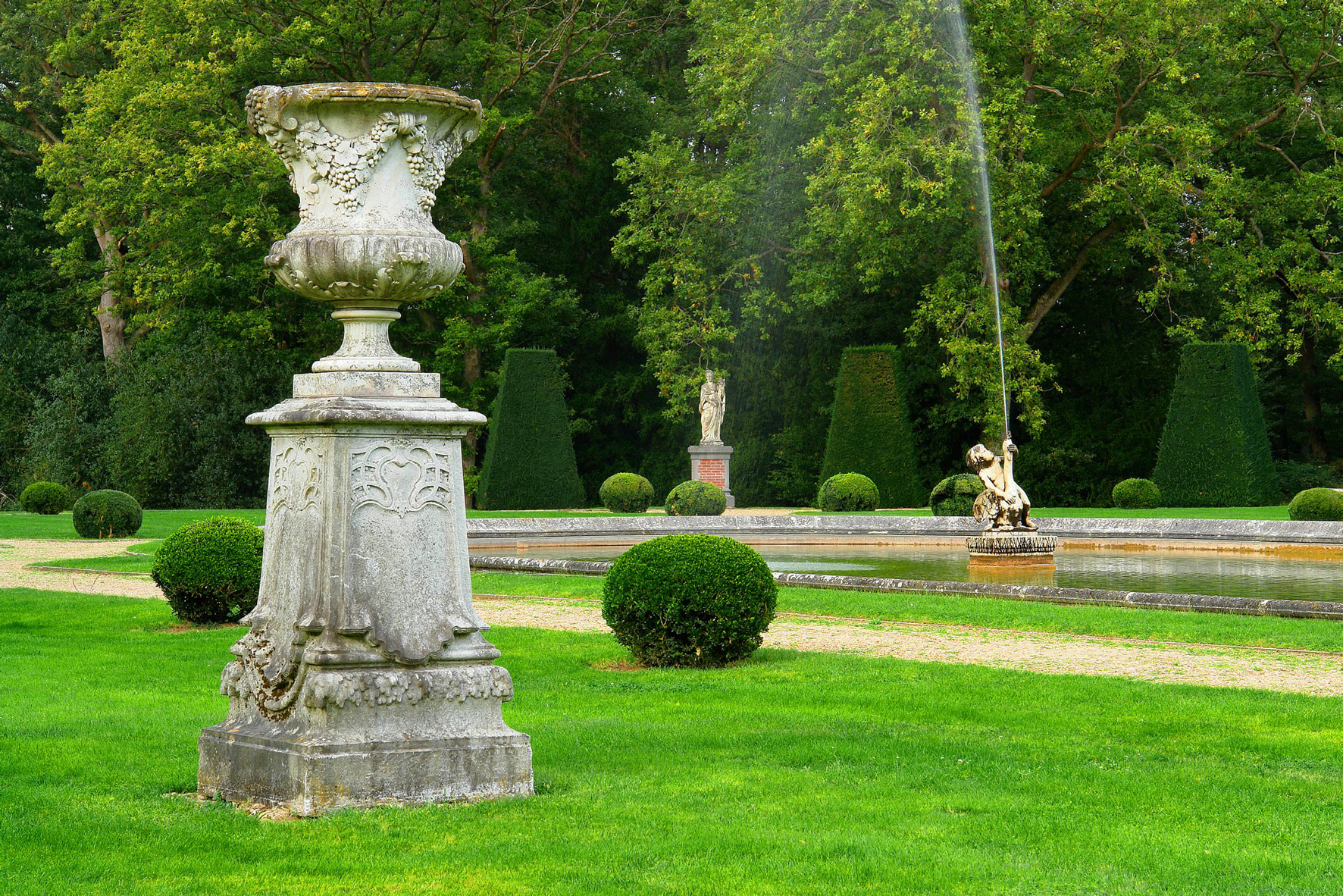

## Storia
Il castello si chiamava originariamente Bévilliers o Buvilliers, perché in questo villaggio sorgevano, nell'epoca gallo-romana, due città (bis villae). La signoria è menzionata per la prima volta nel 1142 e la prima informazione su un maniero risale al 1560.
Il castello apparteneva allora alla famiglia Le Jay. Si ritiene generalmente che fu negli anni 1580 che Nicolas Le Jay (morto nel 1585) abbia fatto eseguire importanti lavori che diedero all'edificio la sua pianta attuale. Secondo altri storici, fu Thibault Desportes, Grande cancelliere di Francia, che comprò il dominio per aggiudicazione nel 1596.
Il dominio passò da zio a nipote per tutta la durata del XVII secolo. I suoi proprietari portarono successivamente i nomi di Desportes, Chanteclerc, Renouard e infine Breteuil. In effetti nel 1712, Charles Le Tonnelier de Breteuil fu l'erede dell'ultimo dei Renouard e d'allora in poi sarà trasmesso di padre in figlio fino all'epoca attuale. Claude-Charles, marito di Laura O'Brien de Clare, morì nel 1735. Suo figlio Claude Stanislas Le Tonnelier de Breteuil (1730-1784) fece degli importanti lavori sia all'interno che all'esterno. Apparvero allora un "boschetto della conigliera" e un "boschetto chimerico" e tanto altro ancora.
Due antenati si distinsero nel XVIII secolo: Gabrielle-Émilie de Breteuil, poi Émilie du Chatelet (1706-1749), donna di scienze, e Louis Auguste Le Tonnelier de Breteuil, ambasciatore e poi ministro del Re Luigi XVI di Francia. Fu lui che era incaricato di arrestare il cardinale de Rohan, il 15 agosto 1785, a Versailles, poco dopo lo scandalo della collana. Il barone di Breteuil fu tra i maggiori sostenitori di Maria Antonietta e di Luigi XVI
Messo sotto sequestro durante la Rivoluzione francese, il castello venne ripreso da Charles de Breteuil nel 1802. Un giardino all'inglese venne realizzato nel terreno adiacente.
Nel 1820-1830 i muri della corte furono distrutti e i fossi disseccati. Alla fine del XIX secolo, vennero realizzati importanti lavori da Henry Le Tonnelier de Breteuil, XVII marchese di Breteuil: furono aggiunte due ali in fondo alla costruzione, i padiglioni anteriori furono risollevati, le parti comuni ricostruite (solo la colombaia è stata conservata identica). Il castello ritrovò i suoi giardini alla francese grazie ai paesaggisti Henri Duchêne e suo figlio Achille.